# Јусуф Булић
Јусуф Јуса Булић (1952 — 4. мај 1998) био је члан криминалног клана Љубомира Магаша и власник Фудбалског клуба Железник.

## Биографија
Булић је криминалом почео да се бави почетком седамдесетих година када је заједно са Љубомиром Магашем и Радетом Ћалдовићем отишао у Италију. У Италији је упознао многе београдске преступнике попут Жељка Ражнатовића, Ђорђа Божовића и многе друге. У Милану, касније и у Франкфурту, био је истакнути члан клана Љубомира Магаша.
Први сукоб са европском полицијом имао је почетком 1977. године када је ухапшен у Амстердаму због фалсификовања возачке дозволе. Годину дана касније на захтев Аустрије и Југославије за њим је расписана потерница, због сумње да је учествовао у убиству Вељка Кривокапића у Бечу дана 27. октобра. 1978. у кафићу „Хаутпост”. На потерници сем Јусиног имена била су имена и његових најближих сарадника Љубомира Магаша и Радета Ћалдовића. Док се налазио у бекству, ухапшен је у пљачки катедрале у Келну али пошто је аустријско судство одустало од оптужнице за убиство Кривокапића, Булић и Ћалдовић су изашли из затвора у Бечу а Булић одлази код Магаша у Лондон. После одласка из Лондона Јуса Булић се настанио у Франкфурту, где осамдесетих година постаје саставни део клана Љубе Земунца.
Када је 10. новембра 1986. године Горан Вуковић звани Мајмун убио Магаша, Булић се вратио у Југославију. По доласку у земљу Јуса је откупио најпре кафану „Зона Замфирова”, затим коцкарницу „Руски цар” и још неколико казина у Београду и унутрашњости. Након извесног времена настанио се са породицом у Железнику, где такође откупљује спортску кладионицу. Поред кафића „Пирана” Јуса откупљује и кафић „22” на новом Београду од власника хотела „Мажестик” Миодрага Батричевића познатијег под надимком Мија Гавран. Ипак домаћој јавности постао је познатији када је откупио ФК Железник, којег је за кратко време довео у прву савезну лигу омогућивши клубу да игра утакмице против великана као што су Црвена звезда, Партизан и Војводина.
Убијен је 4. маја 1998. у Београду. Његов син Драган Аца Булић је спортски радник, бивши председник Заједнице фудбалских клубова Суперлиге Србије и власник београдског ресторана „Руски цар”.